# Бой у Блад-Ривер-Порта
В бою у Блад-Ривер-Порта (Blood River Poort) или Шиперс-Нека (Scheeper’s Nek) во время Второй англо-бурской войны 17 сентября 1901 года бурское коммандо во главе с Луисом Ботой разгромило британский отряд под командованием майора Хьюберта Гофа.
В августе 1901 года лидеры буров решили направить свои силы на юг, в Наталь и Капскую колонию, в надежде вызвать восстание в Капской колонии, где большинство населения составляли буры, или, по крайней мере, пополнить новобранцами свои коммандо. Соответственно, коммандо под командованием Боты двинулось на юго-восток в сторону Наталя, в то время как другое коммандо под командованием Яна Смэтса совершило набег на юг, в Капскую колонию.
Британская разведка узнала о плане буров, но Бота смог уклонился от перехватывающих колонн противника. Проливные весенние дожди усложнили марш бурам. 14 сентября Бота расположился лагерем со своими коммандос (1000 человек) недалеко от Утрехта, чтобы дать лошадям отдохнуть. Британцы узнали о движении коммандо Боты, поэтому 24-й полк конной пехоты под командованием майора Гофа был переброшен поездом из Крунстада в Оранжевом Свободном государстве в Данди, чтобы усилить войска, действовавшие в Натале. Оттуда полк Гофа двинулся к Де Джегер Дрифту, броду на реке Буффало, где присоединился к Йоханнесбургскому конно-стрелковому полку подполковника Стюарта.
Задачей отряда было проложить путь пустому обозу, который возвращался из Фрейхейда. С этой целью необходимо было очистить Блад-Ривер-Порт, где были замечены буры, по сведениям британских разведчиков, насчитывавшие 400—500 человек. Однако майор Гоф считал, что донесения разведчиков преувеличены и что силы буров ещё меньше. Британский командир полагал, что он столкнулся только с 150 бурами, основываясь на оценке количества буров, спешившихся на ферме Шиперс-Нек недалеко от Блад-Ривер-Порта, которых он лично мог наблюдать в свой полевой бинокль. Оставив своего коллегу подполковника Стюарта с 450 солдатами в качестве резерва, Гоф в полдень 17 сентября двинулся вперёд на равнину, планируя застать буров врасплох на ферме. Он выстроил свои три роты в линию колонн с пушками в тылу и атаковал галопом, стреляя с седла. Гоф не знал о приближении главных сил Боты, которые, разделившись, контратаковали англичан с флангов и тыла. Активный огневой бой длился не более десяти минут. Британское сопротивление было сломлено, и орудия захвачены. Стюарт, услышав шум боя, поспешил на помощь Гофу, но, увидев ситуацию, удовлетворился спасением обоза Гофа.
Британцы потеряли 23 человека убитыми, 21 раненым и 241 человек взятыми в плен, включая их командира. Было захвачено два полевых орудия, 180 винтовок и большое количество боеприпасов к стрелковому оружию, а также 200 изнурённых лошадей. У буров был один убитый и двое раненых. Согласно бурским правилам ведения войны, рядовым пленным, лишённым оружия, а также большей части одежды, разрешили уйти к ближайшему британскому посту. Сам майор сумел сбежать ночью.
Бота не смог воспользоваться своей победой, потому что обнаружил, что все переходы через реку Буффало заблокированы британцами. Буры двинулись на юго-восток, надеясь найти место для прохода в Наталь. На границе Зулуленда Бота атаковал британский лагерь под названием Форт Итала, полагая, что тот слабо защищён, но получили отпор, потеряв 56 человек убитыми или ранеными. Когда Бота понял, что приближаются превосходящие британские силы, то повернул обратно в Трансвааль, и его рейд, таким образом, потерпел неудачу.